# Mastophora conica
Mastophora conica är en spindelart som beskrevs av Levi 2006. Mastophora conica ingår i släktet Mastophora och familjen hjulspindlar. Inga underarter finns listade i Catalogue of Life.